# Каминское (Винницкая область)
Каминское (укр. Камінське) — село на Украине, находится в Черневецком районе Винницкой области.
Код КОАТУУ — 0524982707. Население по переписи 2001 года составляет 66 человек. Почтовый индекс — 24112. Телефонный код — 4357.
Занимает площадь 0 км².

## История
В 1946 году указом ПВС УССР хутор Чубаровка переименован в Каминский.

## Адрес местного совета
24112, Винницкая область, Черневецкий р-н, с. Гонтовка, ул. Ленина, 15